# Міцена чиста
Міцена чиста, міцена бузкова (Mycena pura) — вид грибів роду міцена (Mycena). Сучасну біномінальну назву надано у 1871 році.

## Будова

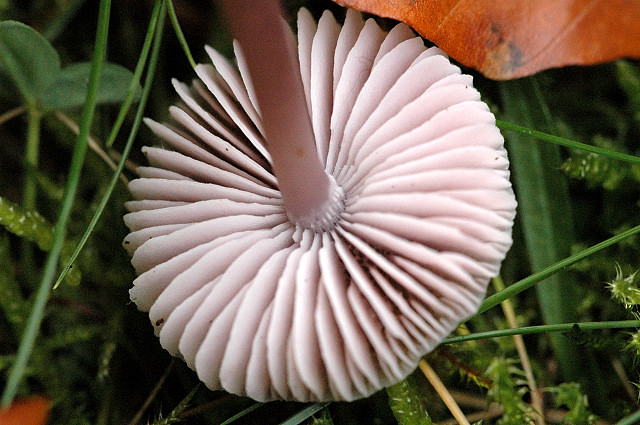
На фотографії помітні два ряди пластинок — довгих і коротких по краю шапинки

Маленький м'ясистий гриб рожевого чи бузкового кольору. Шапинка спочатку дзвоноподібна, а згодом розпростерта з білими чи рожевуватими прирослими пластинами. Пластинки ростуть доволі вільно, наявний другий ряд коротких пластинок, що росте від краю. У зрілого гриба в центрі шапинки залишається маленький горбик, а її край борознистий. Ніжка волокниста. Пахне редькою чи хроном. Споровий порошок білий.

## Життєвий цикл
Плодові тіла з'являються з липня по грудень.

## Поширення та середовище існування
Росте в лісах усіх типів. Розповсюджений по всій території України.

## Практичне використання
Гриб у малій кількості містить смертельно отруйний мускарин, тому він відноситься до отруйних грибів.

## Галерея

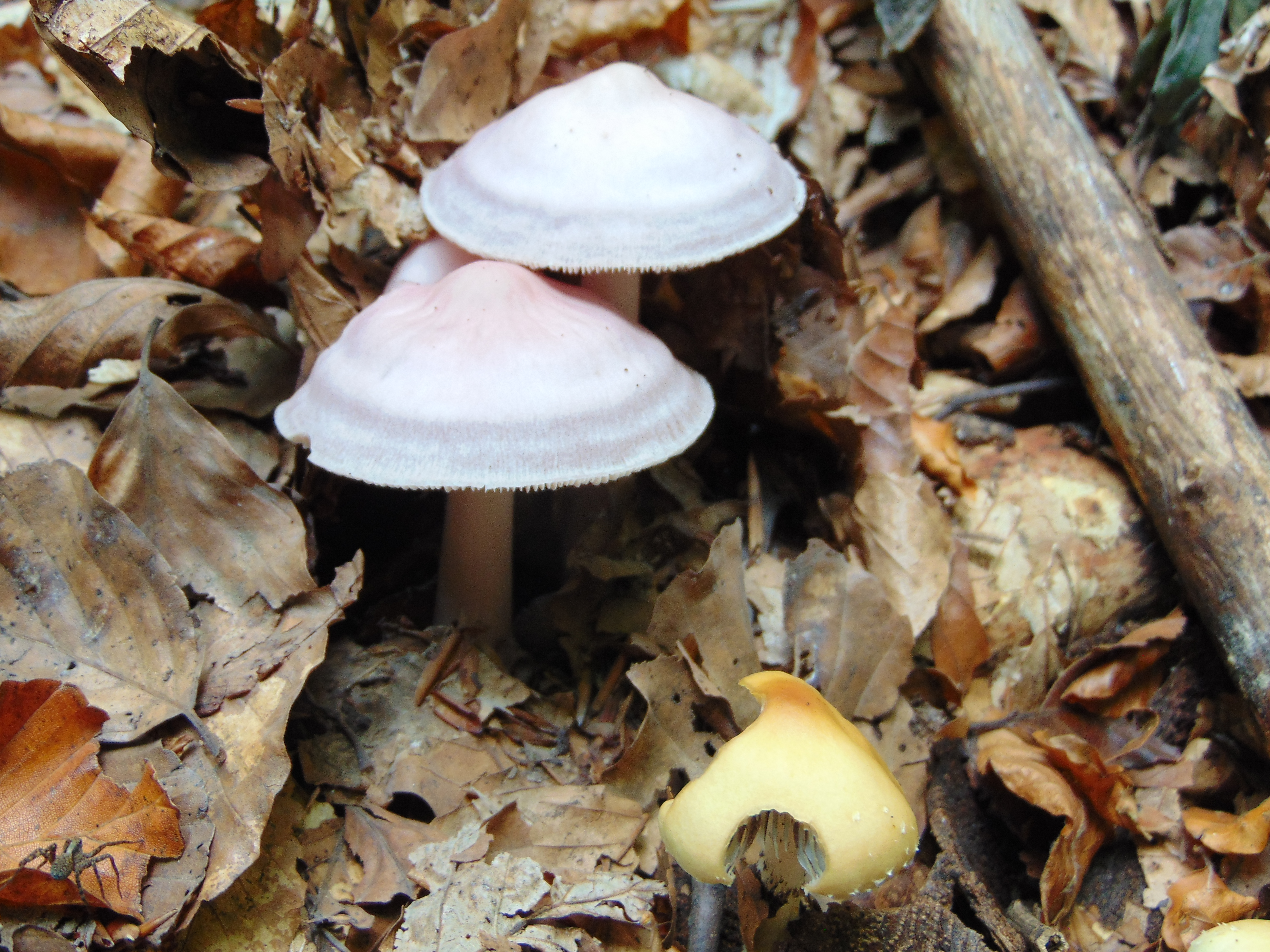
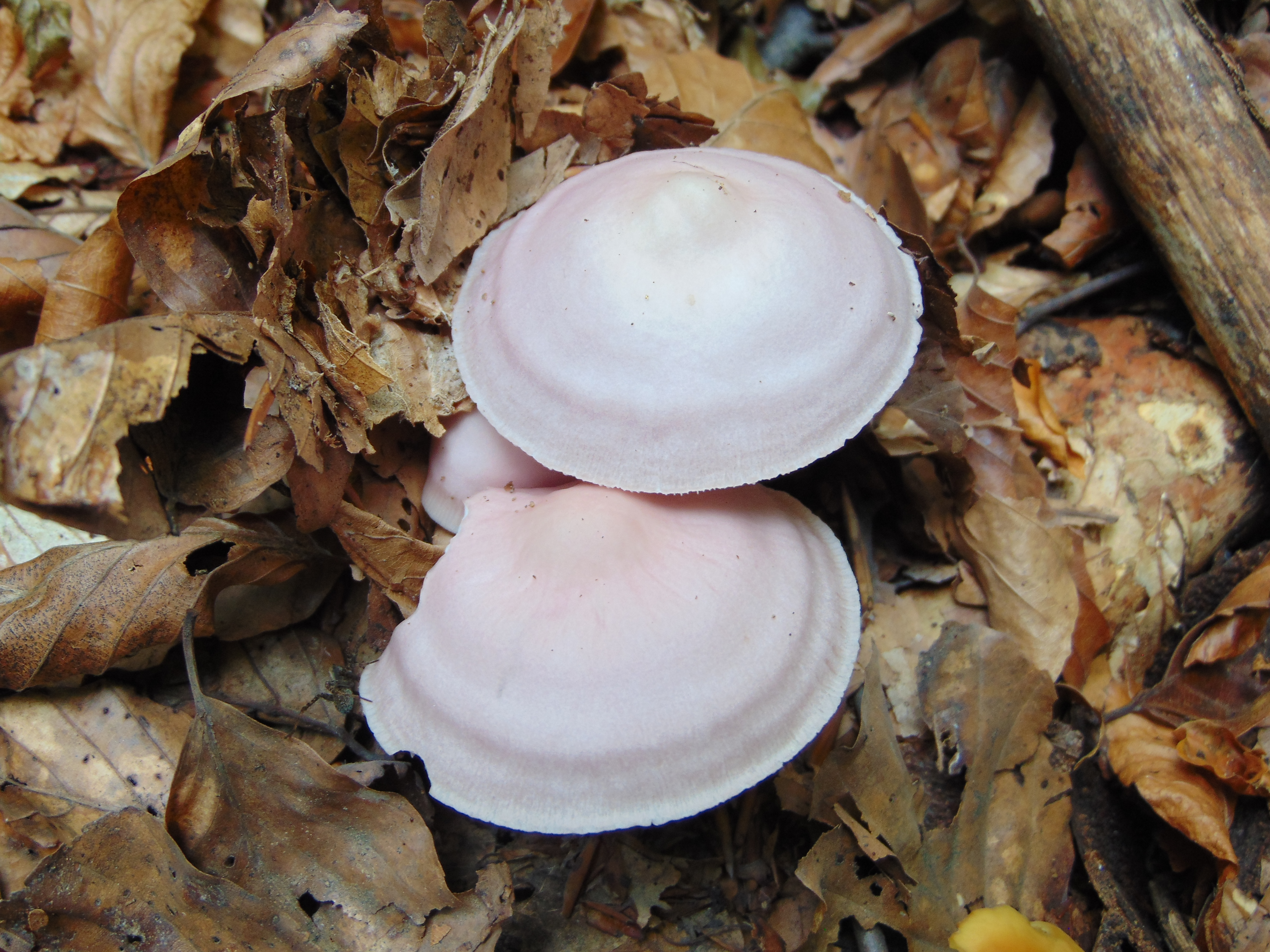
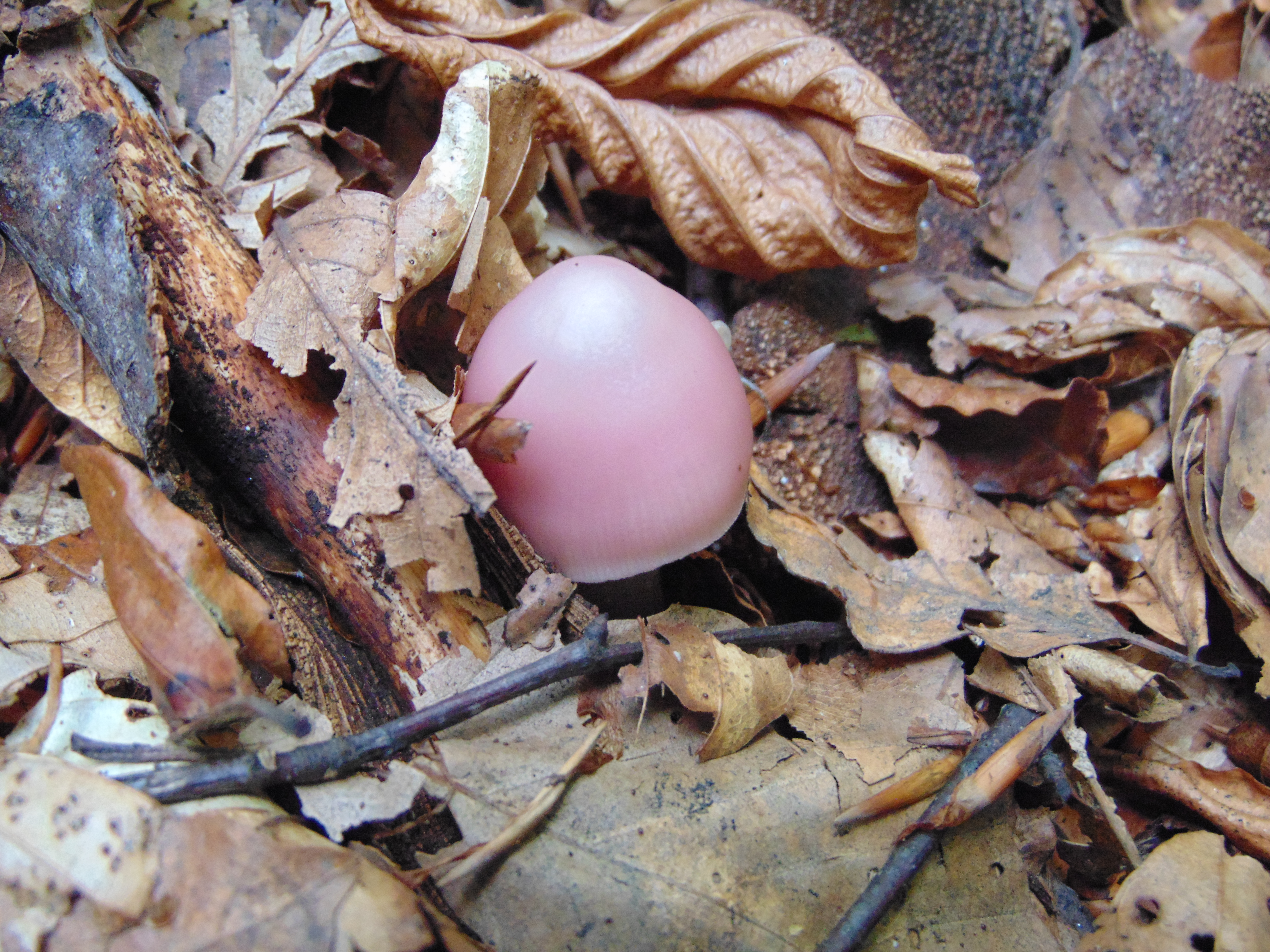
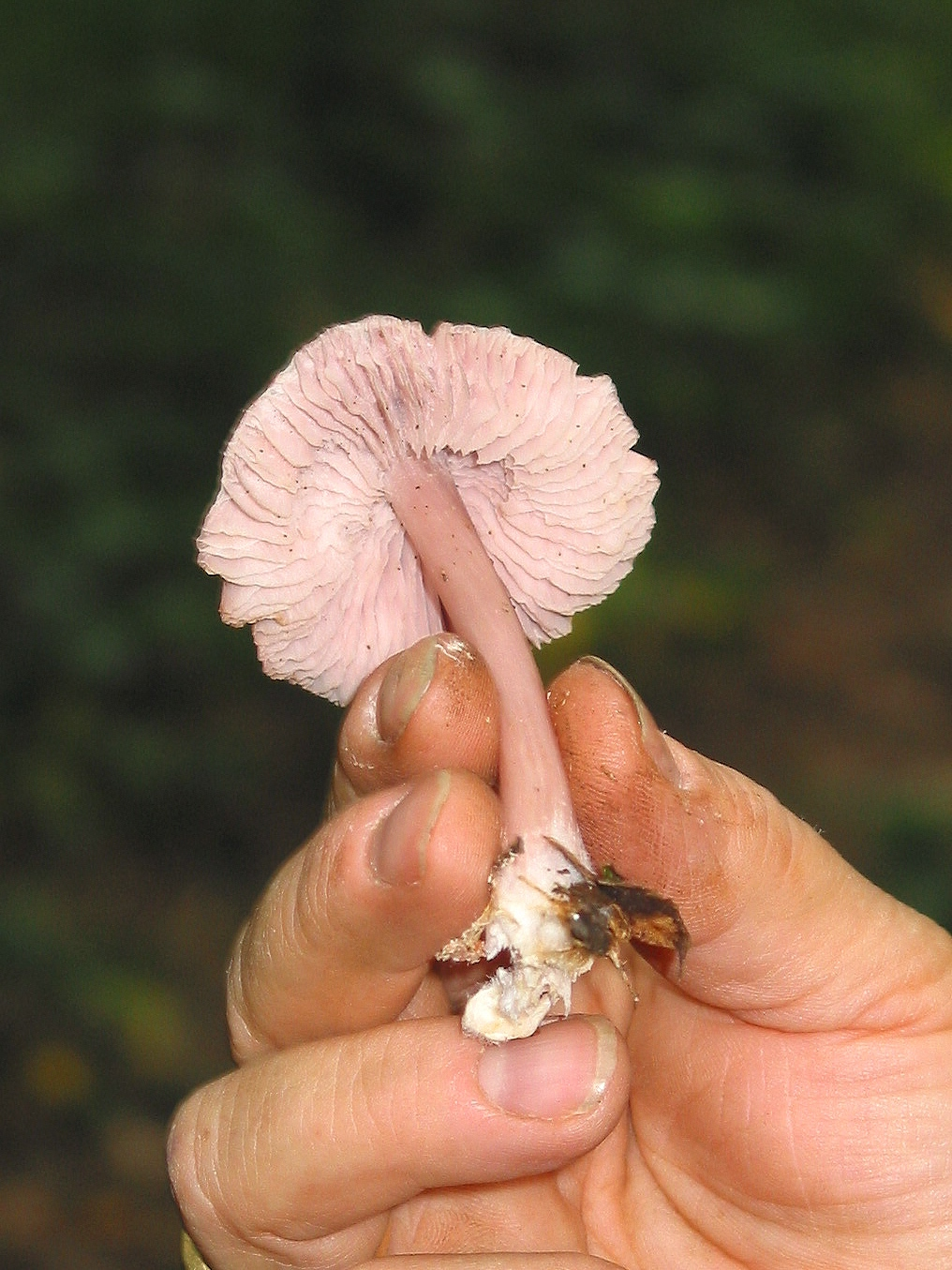
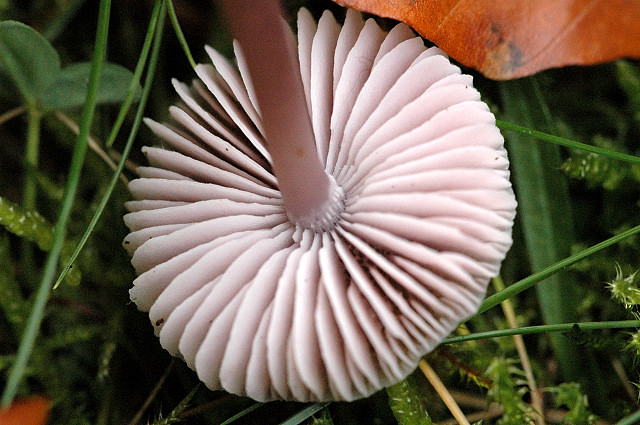